# آلفی جونز
آلفی جونز (انگلیسی: Alfie Jones؛ زادهٔ ۷ اکتبر ۱۹۹۷) بازیکن فوتبال اهل بریتانیا است.
از باشگاه‌هایی که در آن بازی کرده‌است می‌توان به باشگاه فوتبال سنت میرن اشاره کرد.